# Parafia św. Maksymiliana Kolbego w Łubianie
Parafia św. Maksymiliana Kolbego w Łubianie – rzymskokatolicka parafia należąca do dekanatu Kościerskiego, diecezji pelplińskiej. Jest jedyną parafią w Łubianie. Budowniczym i pierwszym proboszczem parafii jest ks. kanonik Bogdan Augustyniak. 